# AGF Open
O AGF Open foi um torneio de golfe administrado pelo European Tour, sendo disputado apenas em 1988, 1989 e 1990 na França. A primeira edição ocorreu no Biarritz Golf Club e as outras duas no Golf de La Grande-Motte, próximo a Montpellier. Em 1990 o prêmio era £201,358.

## Campeões
| Ano               | Campeão         | País          | Local              | Pontuação | Par      | Margem de vitória | Vice-campeão(ões)        | Ref      |
| AGF Open          | AGF Open        | AGF Open      | AGF Open           | AGF Open  | AGF Open | AGF Open          | AGF Open                 | AGF Open |
| ----------------- | --------------- | ------------- | ------------------ | --------- | -------- | ----------------- | ------------------------ | -------- |
| 1990              | Brett Ogle      | Austrália     | La Grande Motte GC | 278       | −10      | 3 tacadas         | Paul Curry Bill Longmuir | [ 1 ]    |
| 1989              | Mark James      | Inglaterra    | La Grande Motte GC | 277       | −11      | 3 tacadas         | Mark Mouland             | [ 2 ]    |
| AGF Biarritz Open |                 |               |                    |           |          |                   |                          |          |
| 1988              | David Llewellyn | País de Gales | Biarritz GC        | 258       | −14      | 7 tacadas         | Christy O'Connor Jnr     | [ 3 ]    |